# Campionato spagnolo di football americano
Il campionato di football americano spagnolo è una competizione che riunisce l'élite dei club spagnoli di football americano dal 1989. L'organizzatore del campionato e delle squadre nazionali è la Federación Española de Fútbol Americano (FEFA).
Questa competizione si disputa con una fase con girone all'italiana, seguita dai play-off con una finale. Il campionato è suddiviso su 3 livelli.

## Finali

### Supercopa
Tra il 1989 e il 1995 squadre spagnole parteciparono alla Supercopa catalana.
| Data | Luogo | Stagione | Vincitore        | Punteggio | Finalista             |
| ---- | ----- | -------- | ---------------- | --------- | --------------------- |
| 1989 |       |          | Barcelona Bóxers | 40-6      | Badalona Drags        |
| 1991 |       |          | Barcelona Bóxers | 28-14     | Osos de Madrid        |
| 1993 |       |          | Barcelona Búfals | 22-7      | L'Hospitalet Pioners  |
| 1994 |       |          | Barcelona Bóxers | 42-6      | Camioneros de Coslada |
| 1995 |       |          | Barcelona Búfals | 10-6      | Vilafranca Eagles     |

### Spain Football League/American Football League
In contemporanea alla Supercopa catalana, negli anni 1992, 1993 e 1994 fu attivo un campionato nazionale spagnolo chiamato Spain Football League (American Football League per la terza stagione).
| Data | Luogo | Stagione | Vincitore         | Punteggio | Finalista       |
| ---- | ----- | -------- | ----------------- | --------- | --------------- |
| 1992 |       | SFL I    | Barcelona Howlers | 29-23     | Madrid Panteras |
| 1993 |       | SFL II   | Vilafranca Eagles | 40-34     | Madrid Panteras |
| 1994 |       | AFL III  | Barcelona Howlers | 8-7       | Madrid Panteras |

### RFL
Nel 1993 si giocò anche una terza competizione chiamata RFL, le cui squadre non potevano schierare giocatori professionisti.
| Data | Luogo | Stagione | Vincitore    | Punteggio | Finalista      |
| ---- | ----- | -------- | ------------ | --------- | -------------- |
| 1993 |       | RFL I    | Salt Falcons |           | Argentona Bocs |

### Liga Nacional de Fútbol Americano

#### Serie A
A partire dal 1995 fu organizzato un campionato nazionale, e le competizioni catalane ripresero il loro carattere locale.
| Data | Luogo                                | Stagione            | Vincitore              | Punteggio           | Finalista              |
| ---- | ------------------------------------ | ------------------- | ---------------------- | ------------------- | ---------------------- |
| 1995 | Stadio Olimpico, Madrid              | LNFA I              | Madrid Panteras        | 55-28               | Barcelona Bóxers       |
| 1996 | Stadio Olimpico, Madrid              | LNFA II             | Madrid Panteras        | 21-17               | Vilafranca Eagles      |
| 1997 | Stadio Olimpico, Barcellona          | LNFA III            | Vilafranca Eagles      | 40-20               | Madrid Panteras        |
| 1998 |                                      | LNFA IV             | Badalona Dracs         | 13-7                | L'Hospitalet Pioners   |
| 1999 |                                      | LNFA V              | Badalona Dracs         | 52-12               | Osos de Madrid         |
| 2000 |                                      | LNFA VI             | Granollers Fènix       | 8-0                 | Badalona Dracs         |
| 2001 |                                      | LNFA VII            | Osos de Rivas          | 21-7                | Zaragoza Lions         |
| 2002 |                                      | LNFA VIII           | Badalona Dracs         | 14-8                | Osos de Rivas          |
| 2003 |                                      | LNFA IX             | Badalona Dracs         | 30-20               | L'Hospitalet Pioners   |
| 2004 |                                      | LNFA X              | Badalona Dracs         | 23-0                | L'Hospitalet Pioners   |
| 2005 |                                      | LNFA XI             | L'Hospitalet Pioners   | 24-13               | Badalona Dracs         |
| 2006 |                                      | LNFA XII            | Valencia Firebats      | 13-0                | L'Hospitalet Pioners   |
| 2007 |                                      | LNFA XIII           | Valencia Firebats      | 47-21               | Badalona Dracs         |
| 2008 | Stadio Olimpico, Siviglia            | LNFA XIV            | L'Hospitalet Pioners   | 36-17               | Valencia Firebats      |
| 2009 | Stadio Jardí del Túria, Valencia     | LNFA XV             | Valencia Firebats      | 29-10               | Badalona Dracs         |
| 2010 | Stadio comunale, Argentona           | LNFA XVI            | L'Hospitalet Pioners   | 36-0                | Valencia Firebats      |
| 2011 | Stadio Joan Serrahima, Barcellona    | LNFA XVII           | L'Hospitalet Pioners   | 24-8                | Badalona Dracs         |
| 2012 |                                      | LNFA Elite XVIII    | L'Hospitalet Pioners   | 47-24               | Osos de Rivas          |
| 2013 |                                      | LNFA Elite XIX      | L'Hospitalet Pioners   | 24-0                | Badalona Dracs         |
| 2014 |                                      | LNFA Serie A XX     | Badalona Dracs         | 24-18               | Valencia Firebats      |
| 2015 | Badalona                             | LNFA Serie A XXI    | Valencia Firebats      | 30-20               | Badalona Dracs         |
| 2016 |                                      | LNFA Serie A XXII   | Badalona Dracs         | 41-14               | Valencia Firebats      |
| 2017 | Campo de fútbol Reddis, Reus         | LNFA Serie A XXIII  | Badalona Dracs         | 56-14               | Reus Imperials         |
| 2018 | Complejo Deportivo Las Mestas, Gijón | LNFA Serie A XXIV   | Badalona Dracs         | 33-26               | Murcia Cobras          |
| 2019 | Murcia                               | LNFA Serie A XXV    | Badalona Dracs         | 47-6                | Las Rozas Black Demons |
| 2020 |                                      | LNFA Serie A XXVI   | Stagione interrotta    | Stagione interrotta | Stagione interrotta    |
| 2021 | Murcia                               | LNFA Serie A XXVII  | Badalona Dracs         | 31-21               | Las Rozas Black Demons |
| 2022 |                                      | LNFA Serie A XXVIII | Osos de Rivas          | 28-12               | Las Rozas Black Demons |
| 2023 |                                      | LNFA Serie A XXIX   | Las Rozas Black Demons | 22-13               | Osos de Rivas          |
| 2024 |                                      | LNFA Serie A XXX    | Las Rozas Black Demons | 37-23               | Osos de Rivas          |

#### LNFA Femenina
| Data | Luogo                                            | Stagione           | Vincitore              | Punteggio | Finalista              |
| ---- | ------------------------------------------------ | ------------------ | ---------------------- | --------- | ---------------------- |
| 2011 |                                                  | LNFA Femenina I    | Barberá Rookies        |           | Las Rozas Black Demons |
| 2012 |                                                  | LNFA Femenina II   | Barberá Rookies        |           | Las Rozas Black Demons |
| 2013 |                                                  | LNFA Femenina III  | Barberá Rookies        |           | Las Rozas Black Demons |
| 2014 | Ciudad Deportiva, Calatayud                      | LNFA Femenina IV   | Barberá Rookies        | 21-12     | Barcelona Búfals       |
| 2015 |                                                  | LNFA Femenina V    | Las Rozas Black Demons | 38-26     | Barberá Rookies        |
| 2016 |                                                  | LNFA Femenina VI   | Barberá Rookies        | 46-12     | Barcelona Búfals       |
| 2017 |                                                  | LNFA Femenina VII  | Barberá Rookies        | 46-8      | Terrassa Reds          |
| 2018 | Instal·lacions de Can Llobet, Barberà del Vallès | LNFA Femenina VIII | Barberá Rookies        | 27-6      | Barcelona Búfals       |
| 2019 | Murcia                                           | LNFA Femenina IX   | Valencia Firebats      | 12-6      | Barberá Rookies        |
| 2020 |                                                  | LNFA Femenina X    | Barberá Rookies        | [ 1 ]     | Barcelona Búfals       |
| 2021 |                                                  | LNFA Femenina XI   | Barberá Rookies        | [ 1 ]     | Barcelona Búfals       |

#### Serie B
| Data      | Luogo                       | Stagione                         | Vincitore              | Punteggio              | Finalista              |
| --------- | --------------------------- | -------------------------------- | ---------------------- | ---------------------- | ---------------------- |
| 2003      |                             | Campionato spagnolo football a 7 | Barcelona Uroloki      | 28-0                   | Coyotes de Santurtzi   |
| 2004      |                             | LNFA 2 I                         | Barcelona Uroloki      | 26-18                  | Zaragoza Lions         |
| 2005      |                             | LNFA 2 II                        | Barcelona Uroloki      | 52-32                  | Granada Lions          |
| 2006      |                             | LNFA 2 III                       | Barcelona Uroloki      | 38-18                  | Las Rozas Black Demons |
| 2007      |                             | LNFA 2 IV                        | Las Rozas Black Demons | 15-12                  | Terrassa Reds          |
| 2008      |                             | LNFA 2 V                         | Reus Imperials         | 16-10                  | Argentona Bocs         |
| 2009      |                             | LNFA 2 VI                        | Reus Imperials         | 20-14                  | Valencia Giants        |
| 2010      |                             | Challenges 2010                  | Reus Imperials         |                        | Valencia Giants        |
| 2011      |                             | Challenges 2011                  |                        |                        |                        |
| 2012      |                             | LNFA 2012                        | Las Rozas Black Demons | 14-10                  | Valencia Giants        |
| 2013      |                             | LNFA 2013                        | Granada Lions          | 13-3                   | Barberá Rookies        |
| 2014      |                             | LNFA Serie B I                   | Mallorca Voltors       | 9-7                    | Reus Imperials         |
| 2015      | Camp De Futbol Reddis, Reus | LNFA Serie B II                  | Reus Imperials         | 24-20                  | Barberá Rookies        |
| 2016      |                             | LNFA Serie B III                 | Murcia Cobras          | 10-8                   | L'Hospitalet Pioners   |
| 2017      |                             | LNFA Serie B IV                  | Las Rozas Black Demons | 41-27                  | L'Hospitalet Pioners   |
| 2018-2020 | Stagioni non disputate      | Stagioni non disputate           | Stagioni non disputate | Stagioni non disputate | Stagioni non disputate |
| 2021      |                             | LNFA Serie B V                   | L'Hospitalet Pioners   | 24-21                  | Barberá Rookies        |
| 2022      |                             | LNFA Serie B VI                  | Alcobendas Cavaliers   | 14-13                  | Valencia Firebats      |

#### Serie C
| Data      | Luogo                                                 | Stagione               | Vincitore              | Punteggio              | Finalista              |
| --------- | ----------------------------------------------------- | ---------------------- | ---------------------- | ---------------------- | ---------------------- |
| 2015      |                                                       | LNFA Serie C I         | Gijón Mariners         | 13-0                   | Alicante Sharks        |
| 2016      |                                                       | LNFA Serie C II        | Osos de Rivas          | 18-0                   | Las Rozas Black Demons |
| 2017      |                                                       | LNFA Serie C III       | Camioneros de Coslada  | 40-0                   | Alicante Sharks        |
| 2018-2020 | Stagioni non disputate                                | Stagioni non disputate | Stagioni non disputate | Stagioni non disputate | Stagioni non disputate |
| 2021      | Campo de Fútbol Municipal Pedro Escartín, Guadalajara | LNFA Serie C IV        | Barcelona Uroloki      | 39-14                  | Guadalajara Stings     |

#### LNFA Junior
| Data | Luogo | Stagione         | Vincitore              | Punteggio | Finalista              |
| ---- | ----- | ---------------- | ---------------------- | --------- | ---------------------- |
| 2006 |       | LNFA Junior I    | Barberá Rookies        |           | Las Rozas Black Demons |
| 2007 |       | LNFA Junior II   | L'Hospitalet Pioners   |           | Murcia Cobras          |
| 2008 |       | LNFA Junior III  | Murcia Cobras          |           | Barberá Rookies        |
| 2009 |       | LNFA Junior IV   | Murcia Cobras          |           | Barcelona Búfals       |
| 2010 |       | LNFA Junior V    | Argentona Bocs         |           | Murcia Cobras          |
| 2011 |       | LNFA Junior VI   | Murcia Cobras          |           | Badalona Dracs         |
| 2012 |       | LNFA Junior VII  | Badalona Dracs         |           | Zaragoza Hurricanes    |
| 2013 |       | LNFA Junior VIII | Osos de Rivas          |           | Sueca Ricers           |
| 2014 |       | LNFA Junior IX   | Valencia Firebats      |           | Osos de Rivas          |
| 2015 |       | LNFA Junior X    | Valencia Firebats      |           | L'Hospitalet Pioners   |
| 2016 |       | LNFA Junior XI   | Las Rozas Black Demons |           | Valencia Firebats      |
| 2017 |       | LNFA Junior XII  | Las Rozas Black Demons | 10-6      | Coyotes de Santurtzi   |

### Squadre per numero di campionati vinti

#### Serie A
|    | Squadra              | Anni                                                             |
| -- | -------------------- | ---------------------------------------------------------------- |
| 11 | Badalona Dracs       | 1998, 1999, 2002, 2003, 2004, 2014, 2016, 2017, 2018, 2019, 2021 |
| 6  | L'Hospitalet Pioners | 2005, 2008, 2010, 2011, 2012, 2013                               |
| 4  | Valencia Firebats    | 2006, 2007, 2009, 2015                                           |
| 2  | Osos de Rivas        | 2001, 2022                                                       |
| 2  | Madrid Panteras      | 1995, 1996                                                       |
| 1  | Granollers Fènix     | 2000                                                             |
| 1  | Vilafranca Eagles    | 1997                                                             |

#### Serie B
|   | Squadra                | Anni             |
| - | ---------------------- | ---------------- |
| 4 | Reus Imperials         | 2008-2010, 2015  |
| 4 | Barcelona Uroloki      | 2003-2006        |
| 3 | Las Rozas Black Demons | 2007, 2012, 2017 |
| 1 | Alcobendas Cavaliers   | 2022             |
| 1 | L'Hospitalet Pioners   | 2021             |
| 1 | Murcia Cobras          | 2016             |
| 1 | Mallorca Voltors       | 2014             |
| 1 | Granada Lions          | 2013             |

#### Serie C
|   | Squadra               | Anni |
| - | --------------------- | ---- |
| 1 | Barcelona Uroloki     | 2021 |
| 1 | Camioneros de Coslada | 2017 |
| 1 | Osos de Rivas         | 2016 |
| 1 | Gijón Mariners        | 2015 |

#### LNFA Femenina
|   | Squadra                | Anni                             |
| - | ---------------------- | -------------------------------- |
| 9 | Barberá Rookies        | 2011-2014, 2016-2018, 2020, 2021 |
| 1 | Valencia Firebats      | 2019                             |
| 1 | Las Rozas Black Demons | 2015                             |

#### LNFA Junior
|   | Squadra                | Anni             |
| - | ---------------------- | ---------------- |
| 3 | Murcia Cobras          | 2008, 2009, 2011 |
| 2 | Las Rozas Black Demons | 2016, 2017       |
| 2 | Valencia Firebats      | 2014, 2015       |
| 1 | Osos de Rivas          | 2013             |
| 1 | Badalona Dracs         | 2012             |
| 1 | Argentona Bocs         | 2010             |
| 1 | L'Hospitalet Pioners   | 2007             |
| 1 | Barberá Rookies        | 2006             |